# Target Records
Target Records er et dansk uafhængigt pladeselskab, der blev grundlagt i 2007 af Michael H. Andersen. Oprindeligt var selskabet et distributionsselskab under navnet Target Distribution siden 2003.
Target Records har udgivet artister som The Storm, Shotgun Revolution, Mika Vandborg, The Floor Is Made of Lava, Juncker, Pede B, Mike Tramp, og Zididada.